# 北畠神社
北畠神社（日语：／ Kitabatakeshi-jinja *）是一座位在三重縣津市美杉町上多氣的神社。主祭神是作為初代伊勢國國司的北畠顯能。社格是別格官幣社和別表神社。建武中興十五社之一。
寬永20年（1643年），北畠遺臣的末裔鈴木家次創建北畠八幡宮
。明治14年（1881年），改名為北畠神社。同40年（1907年），合祀村內各所的神嗣。

## 祭神
- 主祭神：北畠顯能
- 配祀神：北畠親房、北畠顯家

## 祭事
- 元旦祭（1月1日）
- 建國紀念祭（2月11日）
- 祈年祭（日语：祈年祭）（2月17日）
- 初午祭（3月午之日）
- 伊勢國司講社大祭（5月5日）
- 秋季大祭（10月13日）
- 新嘗祭（日语：新嘗祭）（11月23日）

## 北畠氏館
在15世紀起，北畠神社的境內為北畠氏歷代的居館，直到永祿期間，第8代當家北畠具教為了防備織田信長的伊勢侵攻，將居館移至大河内城。天正4年（1576年），具教在三瀬谷（現為多氣郡大台町）被織田軍殺害，位在多氣的居館也遭致燒毀。《信長公記》則記載該居館在永祿12年（1569年）就已燒毀。
北畠氏館四周為河川和山所圍繞，東西寬約110公尺，南北長約200公尺。主要可分為前期和後期，前期的館建於15世紀前期，在明應8年（1499年）燒毀。經調查確認該時期設有高約2.6公尺，長約25公尺的石垣、以石垣建成的出入口、礎石建物和掘立柱建物各1棟。其中石垣的建造時期發現是15世紀前期，與以往認為的16世紀後期開始廣泛建造的時期不同。後期的館於同9年（1500年）再建，該時期建有3棟礎石建物、7棟掘立柱建物，以及現為國家名勝，面積約2800平方公尺的庭園。
庭園建造時期有許多說法，有北畠顯能、北畠顯泰、北畠滿雅等時期，現在較多支持的是北畠晴具時期。樣式是池泉迴游式庭園，採用名為仁王石、達磨石、孔子石的石組，該採用手法被認為是室町時代的庭園石組手法。建造者有一種說法是相阿彌，另一種說法是在享祿3年（1530年）造訪多氣，並為了女婿北畠晴具設計的細川高國，因該庭園與高國在近江朽木谷（現為滋賀縣高島郡朽木村）設計的秀鄰寺庭園有許多相似之處。
平成18年（2006年），北畠氏館跡庭園與霧山城合為「多氣北畠氏城館跡」被列為國之史跡。同29年（2017年），以「多気北畠氏城館」為名被選為續日本100名城（153號）。

## 外部連結
- 北畠氏館跡庭園 - 日本政府觀光局
- 北畠神社 - 觀光三重